# Lithosferische mantel
De lithosferische mantel is het bovenste gedeelte van de aardmantel, dat tegelijkertijd het onderste gedeelte van de lithosfeer is. De ondergrens wordt gevormd door de overgang tussen lithosfeer en de asthenosfeer, die bepaald wordt door de sterkte van het mantelmateriaal. De bovengrens van de lithosferische mantel is de grens tussen de aardmantel en de aardkorst (de Mohorovičić-discontinuïteit).
De lithosferische mantel is meer rigide (heeft een sterkere weerstand tegen deformatie) dan de onderliggende asthenosfeer. Daarom beweegt de lithosfeer (inclusief lithosferische mantel) in rigide eenheden over de asthenosfeer - deze eenheden zijn de tektonische platen. 
De diepte van de lithosferische mantel hangt af van het type aardkorst dat erboven ligt. Onder oceanische gebieden wordt deze diepte beïnvloed door de ouderdom van de korst. Jonge oceanische korst is warmer en daardoor minder sterk: de asthenosfeer ligt hier hoger. Naarmate oceanische korst ouder wordt (verder van de mid-oceanische ruggen af) groeit de lithosfeer aan de onderkant aan door het afkoelen van de mantel. Gemiddeld ligt de ondergrens van de lithosfeer tussen de 60 en 100 km diepte, maar bij de ruggen kan dit veel minder zijn. Onder continentale gebieden ligt de ondergrens van de lithosfeer gemiddeld op 120 km diepte, onder schilden (zeer oude stukken continentale korst) kan dat oplopen tot tegen de 200 km diepte.
Bij subductiezones beweegt de lithosfeer de mantel in. Met seismische tomografie is aangetoond dat subducerende stukken lithosfeer tot de manteltransitiezone op 600 km diepte kunnen zakken. Het vermoeden bestaat dat sommige stukken nog dieper de mantel in bewegen, tot de overgang van de aardmantel en aardkern op 2890 km diepte (de Wiechert-Gutenbergdiscontinuïteit).